# العلاقات المارشالية الفيتنامية
العلاقات المارشالية الفيتنامية هي العلاقات الثنائية التي تجمع بين جزر مارشال وفيتنام.

## مقارنة بين البلدين
هذه مقارنة عامة ومرجعية للدولتين:
| وجه المقارنة                                              | جزر مارشال                     | فيتنام           |
| --------------------------------------------------------- | ------------------------------ | ---------------- |
| المساحة (كم2)                                             | 181                            | 331.69 ألف       |
| عدد السكان (نسمة)                                         | 53.13 ألف                      | 94.66 مليون      |
| الكثافة السكانية (ن./كم²)                                 | 29.35 ألف                      | 285.39           |
| العاصمة                                                   | ماجورو                         | هانوي            |
| اللغة الرسمية                                             | لغة إنجليزية، اللغة المارشالية | اللغة الفيتنامية |
| العملة                                                    | دولار أمريكي                   | دونغ فيتنامي     |
| الناتج المحلي الإجمالي (بليون دولار)                      | 199.40 مليون                   | 234.19 مليار     |
| الناتج المحلي الإجمالي (تعادل القوة الشرائية) بليون دولار | 207.25 مليون                   | 553.42 مليار     |
| الناتج المحلي الإجمالي الاسمي للفرد دولار أمريكي          | 3.38 ألف                       | 2.48 ألف         |
| الناتج المحلي الإجمالي للفرد دولار أمريكي                 | 3.80 ألف                       | 5.63 ألف         |
| مؤشر التنمية البشرية                                      |                                | 0.666            |
| رمز المكالمات الدولي                                      | +692                           | +84              |
| رمز الإنترنت                                              | .mh                            | .vn              |
| المنطقة الزمنية                                           | ت ع م+12:00                    | ت ع م+07:00      |

## منظمات دولية مشتركة
يشترك البلدان في عضوية مجموعة من المنظمات الدولية، منها:
| علم المنظمة | اسم المنظمة                   | تاريخ انضمام جزر مارشال | تاريخ انضمام فيتنام |
| ----------- | ----------------------------- | ----------------------- | ------------------- |
|             | البنك الدولي للإنشاء والتعمير | 21 مايو 1992            | 21 سبتمبر 1956      |
|             | بنك التنمية الآسيوي           | 1990                    | 1966                |
|             | يونسكو                        | 30 يونيو 1995           | 6 يوليو 1951        |
|             | الاتحاد الدولي للاتصالات      | 22 فبراير 1996          | 24 سبتمبر 1951      |
|             | مؤسسة التمويل الدولية         | 23 سبتمبر 1992          | 4 أغسطس 1967        |
|             | منظمة الشرطة الجنائية الدولية | ?                       | ?                   |
|             | الأمم المتحدة                 | 17 سبتمبر 1991          | 20 سبتمبر 1977      |
|             | مؤسسة التنمية الدولية         | 19 يناير 1993           | 24 سبتمبر 1960      |
|             | منظمة حظر الأسلحة الكيميائية  | ?                       | ?                   |

## وصلات خارجية
- موقع وزارة الخارجية الفيتنامية